# 圭亚那历史

1649 年左右绘制的圭亚那地区地图。红色部分为西班牙宣称拥有的领土，黄色部分为荷属圭亚那，东南红色部分为葡萄牙领土。图中还可以看到帕里梅湖。

圭亚那历史最早可以追溯到1499年。

## 殖民前圭亚那和首次接触
阿拉瓦克人和加勒比人起源于南美腹地并向北迁移。他们首先抵达至现今的圭亚那，然后到加勒比岛屿。阿拉瓦克人，主要是由农民，猎人和渔民组成。他们在加勒比人迁移至加勒比岛和整个地区之前已经抵达。阿拉瓦克人社会的安宁被加勒比人的到来打乱了。加勒比人好战行为和向北的剧烈冲突至今还在讨论。到了15世纪末，加勒比人已经迫使阿拉瓦克人流离至整个小安的列斯群岛。

## 殖民时期
1621年，荷兰政府给予新成立的荷兰西印度公司埃塞奎博贸易站的完全控制权。这片荷兰商业机构管理的殖民地被称为埃塞奎博，持续了170多年。公司建立了第二个殖民地，在伯比斯河埃塞奎博东南。

## 政治和社会觉醒
隨後三個世紀該地區輪流由英國、荷蘭、法國佔領，直到19世紀初1814年英、法、荷三國訂立界約，蓋亞那地區正式由英國殖民統治，稱為英屬圭亞那（British Guiana）。

## 独立前政府
1961年獲得自治，改稱圭亞那（Guyana）。1966年5月26日，英國通過《1966年圭亞那獨立法》，給予圭亞那獨立，把英屬圭亞那轉化成一個獨立的英聯邦王國。

## 独立后
在1962年至1964年，圭亞那爆發了三次大罷工和大暴亂，因此當地的民族關係陷入低谷。因應當地的緊張局勢，總理福布斯·伯納姆要求英國召開會議，討論圭亞那的獨立問題。1966年5月26日圭亞那獨立，作為一個英聯邦王國。其間，福布斯·伯納姆擔任圭亞那的總理。1970年2月23日，君主立憲制被廢除，圭亞那改国号「圭亚那合作共和国」。
1970年代，美國邪教人民圣殿教教主吉姆·琼斯率領教徒在圭亚那設立瓊斯鎮，後來在當地造成大屠殺事件。
在1978年，執政的人民全國大會黨進行修憲，並於1980年10月6日生效，改議會制為總統制，而伯納姆則成為新憲法生效後的第一位總統。到了1992年，人民進步黨贏得大選，才結束了自獨立以來人民全國大會黨長期單獨執政的局面。